# Intrigue (film, 1947)
Pour les articles homonymes, voir Intrigue (homonymie).
Pour plus de détails, voir Fiche technique et Distribution.
Intrigue est un film américain réalisé par Edwin L. Marin, sorti en 1947.

## Synopsis
Dans la Chine d'après-guerre, le pilote Brad Dunham, traduit en cour martiale, fait désormais entrer des marchandises de contrebande dans le pays. Il tente de forcer son supérieur immédiat, Ramon Perez, à le payer davantage, mais Perez résiste et Brad vole alors la cargaison.

## Fiche technique
- Réalisation : Edwin L. Marin
- Scénario : George F. Slavin, Barry Trivers
- Producteur : Samuel Bischoff
- Photographie : Lucien N. Andriot
- Montage : George M. Arthur
- Genre : Aventure[1]
- Production : Star Films
- Distributeur : United Artists
- Durée : 90 minutes
- Date de sortie : 
  - 15 octobre 1947

## Distribution
- George Raft : Brad Dunham
- June Havoc : Mme. Tamara Baranoff
- Helena Carter : Linda Parker, alias Linda Arnold
- Tom Tully : Marc Andrews
- Marvin Miller : Ramon Perez
- Dan Seymour : Karidian
- Jay C. Flippen : Mike, the bartender
- Philip Ahn : Louie Chin
- Charles Lane : Hotel Desk Clerk
- Marc Krah : Nicco
- Nancy Hsueh : Mia, orpheline
- Nan Wynn : chanteur (Intrigue)
- Peter Chong : Editeur
- Michael Ansara

## Analyse
D'après Jean Tulard, Intrigue présente des décors exotiques, des robes extravagantes, une abondante figuration et des seconds rôles comme « Dan Seymour qui compose un pittoresque personnage de traficant ».